# I. Kavallerie-Korps (Wehrmacht)
Das I. Kavallerie-Korps war ein deutsches Armeekorps der Wehrmacht im Zweiten Weltkrieg. Das Korps kam in Weißrussland, Ostpreußen und Ungarn zum Einsatz.

## Geschichte
Das I. Kavallerie-Korps wurde am 25. Mai 1944 im Generalgouvernement am Truppenübungsplatz Deba durch Umwandlung des LXXVIII. Armeekorps z.b.V. aufgestellt. Das Korps wurde offiziell unter dem Namen I. Kavallerie-Korps gegründet, wurde aber während seiner Existenz auch oft als Korps Harteneck oder Gruppe Harteneck bezeichnet. Zusätzlich wurde für die Aufstellung der Stab und die Nachrichten-Abteilung 112 der Korps-Abteilung B herangezogen.
Das Korps wurde am 8. Juni der 2. Armee unterstellt und erhielt eine Frontlinie südlich von Pinsk, nördlich der Pripjatsümpfe. Zu Beginn der sowjetischen Sommeroffensive in Weißrussland (Operation Bagration) war das Korps noch nicht beteiligt. Da aber sowohl die 9. als auch die 4. Armee in der ersten Woche nach Beginn der Offensive fast vollständig vernichtet wurden, wurde das Korps eingesetzt, um einen Teil der klaffenden Lücke in der Front zu schließen. Das Korps nahm ab dem 30. Juni eine Sperrposition um Sluzk ein und wurde mit der 4. Panzerdivision verstärkt. Dem Korps gelang es, den Vormarsch der sowjetischen Truppen zu verlangsamen, aber nicht zu stoppen. In den folgenden Tagen musste sich das Korps nach Westen auf Baranowitschi zurückziehen. Auch diese Stadt musste am 8. Juli vor dem Druck der sowjetischen 65. und 48. Armee aufgegeben werden. Am 12. Juli riss ein weiterer sowjetischer Angriff die Front des Korps Harteneck (und des angrenzenden LV. Armeekorps) an der Jasiolda nördlich von Smolanica auf. Der folgende sowjetische Fronteinbruch erzielte 5 km Tiefe und zwang das Korps zum Rückzug über den Ros-Abschnitt.
Ende Juli bis Anfang September führte der Rückzug über Białystok in Richtung Łomża zum Narew-Abschnitt. Am 16. September 1944 waren dem Korps die 3. und 4. Kavallerie-Brigade sowie die 14., 102. und 129. Infanterie-Division unterstellt. Anfang Oktober wurde das Korps weiter nach Westen gedrängt und seine Verbände kämpften rund um Scharfenwiese. In der zweiten Oktoberhälfte wurde das Korps weiter nach Norden – in die Gegend um Augustów – verlegt. Dieser Abschnitt war zu dieser Zeit noch stabil. Im Dezember wurde das Korps nach Ungarn verlegt, um am Entsatz von Budapest teilzunehmen. Während des Unternehmens Konrad I und II befand sich das Korps an der Front nördlich des Plattensees. Nur am Unternehmen Konrad II nahm das Korps aktiv teil. Nach dem Ende dieser beiden Operationen wurde das IV. SS-Panzerkorps weiter nach Süden verlegt und das Korps Harteneck übernahm dessen zuvor gehaltenen Frontbogen südwestlich von Esztergom.
Erst im Februar 1945 wurde das Kavalleriekorps in I. Kavallerie-Korps umbenannt.
Anfang März 1945 war dem Korps neben der 6. Panzer-Division, der 3. Kavallerie-Division, der 96. und 711. Infanterie-Division auch das ungarische VIII. Korps (vorwiegend 23. Honved-Division) taktisch unterstellt. Während der Unternehmen Frühlingserwachen bildete das Korps ab dem 6. März den rechten Flügel der deutschen Offensive und stützte sich auf das nördliche Ufer des Plattensee. Ab dem 16. März erfolgte der Gegenangriff der Roten Armee und innerhalb weniger Tage waren die deutschen Truppen wieder auf ihren Ausgangsstellungen zurückgeworfen. In der letzten Märzwoche zog sich das Kavalleriekorps entlang des Nordufers des Plattensees und dann von der Westspitze des Sees nach Österreich zurück.
Am 4. April leitete die sowjetische 57. Armee verspätet den Angriff gegen den Südostwall im Abschnitt des Kavalleriekorps ein, womit die Kämpfe um den Mur-Abschnitt bei Radkersburg begannen. Radkersburg selbst wurde von der 23. Panzer-Division und dem Gebirgsjäger-Regiment 138 verteidigt.
Ab 26. April setzte sich das Korps während der Kämpfe in der Südoststeiermark in den Raum südöstlich von Graz ab, wo am 8. Mai 1945 die Kapitulation erfolgte.

## Kommandeure
- 25. Mai – 22. Juni 1944 Generalmajor Oswin Groling (zuvor Kommandeur des LXXVIII. Armeekorps)
- 22. Juni 1944 – 8. Mai 1945 Generalleutnant (ab 1. September 1944 General der Kavallerie) Gustav Harteneck